# تيجان مصر

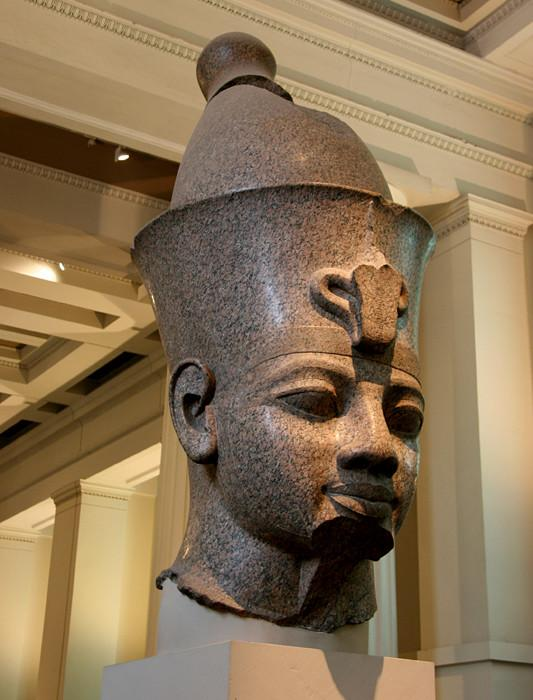
التاج المزدوج لأمنحتب الثالث

استخدمت الحضارة المصرية القديمة عددًا من التيجان المختلفة طوال فترة وجودها. تم استخدام بعضها لإظهار السلطة، بينما تم استخدام البعض الآخر للاحتفالات الدينية. كان كل تاج يرتديه ملوك مصريين أو معبودات مختلفون، ولكل تاج أهميته الخاصة ومعناه الرمزي. ويشمل تاج أتف، والتاج الأحمر، والتاج الأبيض، وخبرش، والتاج المزدوج، وتاج همهم.

## قائمة تيجان مصر
| صورة | اسم                              | مكونات                                  | ارتدي من قبل                                                 | في الفن                                                            |
| ---- | -------------------------------- | --------------------------------------- | ------------------------------------------------------------ | ------------------------------------------------------------------ |
|      | أتف                              | التاج الأبيض مع ريش النعامة             | أوزوريس                                                      | أوزوريس من قبر نفرتاري (1295-1255 قبل الميلاد)                     |
|      | التاج الأحمر                     | الصل (تربية الكوبرا)                    | ملوك مصر السفلى والصحراء الحمراء؛ المعبودات حورس، وادجيت نيث | لايونسلاير، الإمبراطورية المصرية (الأسرات 19-20)، شقفة مرسومة      |
|      | التاج الأبيض                     | نسر                                     | ملوك مصر العليا؛ المعبودات حورس ونخبيت                       | أحمس الأول أو أمنحتب الأول (الأسرة 18، 1539–1493 قبل الميلاد)      |
|      | خبرش (التاج الأزرق أو تاج الحرب) | الصلصال                                 | ملوك الإمبراطورية المصرية في المعارك والاحتفالات             | توت عنخ آمون                                                       |
|      | التاج المزدوج                    | التاج الأحمر والتاج الأبيض؛ الصل والنسر | الملوك المصريين والمعبود حورس                                | بطليموس السادس (القرن الثالث إلى الثاني قبل الميلاد)، نقش على خاتم |

## أتف
أتف، تاج أوزوريس، هو مزيج من التاج الأبيض في مصر العليا، والقنفذ، وريش النعام على كلا الجانبين. وغالبًا ما يكون به قرص ذهبي في طرفه. يرمز ريش النعام، مثل ريش ماعت، إلى الحقيقة والعدالة والأخلاق والتوازن. ويمثلون أيضًا مركز عبادة أوزيريس الموجود في بوسيرس. عادة ما يتم ارتداء أتف فوق زوج من الكبش أو قرون الثور كدائرة.
يُنظر إلى تاج أتف منذ عهد الأسرة المصرية الخامسة. وفقًا للمعتقدات المصرية، يمثل هذا التاج أوزوريس على أنه إله الخصوبة، وحاكم الحياة الآخرة، وممثل الدورة من الموت والبعث. في وقت لاحق، على الرغم من ذلك، أصبح يرتديه الملوك الآخرون بسبب الاعتقاد بأنهم سيصبحون شكلاً من أشكال أوزوريس بعد وفاتهم. في مقابرهم، كان الملوك يصورون أنفسهم على أنهم أوزوريس من خلال ارتداء تاجه. خلال عصر المملكة المصرية الوسطى، كان يمكن حتى للمواطنين العاديين الحصول على تاج أوزوريس لأن أوزوريس أصبح قاضي المتوفى. كما تم ارتداؤه أثناء الطقوس الدينية.

## التاج الأحمر
تاج مصر السفلى، المعروف أيضًا باسم التاج الأحمر أو دشرت، هو تاج على شكل وعاء أحمر به تجويف بارز. يرتبط عادة بحكام وفراعنة مصر السفلى. كلمة دشرت هي أيضًا اسم الأرض القاحلة المحيطة بمنطقة نهر النيل.
يرمز اللون الأحمر للتاج إلى «الأرض الحمراء»، وهي أرض صحراوية قاحلة تحيط بـ «الأرض السوداء» الخصبة في كيميت (الأرض الزراعية لمصر). التاج هو رمز لخرطوم نحل العسل. تم نسج التاج، مثل سلة، الألياف النباتية، ربما العشب، القش، الكتان، أوراق النخيل، أو القصب. يُفترض أنه تم نقله من ملك إلى ملك بدلاً من دفنه مع كل ملك، وهو ما قد يفسر سبب عدم العثور على دشرت حقيقي. 
يمكن رؤية تمثيلات الصحراوية في وقت مبكر تعود إلى أواخر فترة نقادة، حوالي 3500 قبل الميلاد. في هذه الأزمنة المبكرة لما قبل الأسرات، يُعتقد أن التاج كان يُلبس بالاشتراك مع المعبود سيث، ولم يصبح رمزًا للحكم على مصر السفلى حتى تشكيل السلالات الأولى، حوالي 3000 قبل الميلاد.
في الأساطير المصرية، يُعتقد أن جب هو أول من منح التاج الأحمر للمعبود حورس ليرمز إلى حكمه في مصر السفلى. ثم تم نقل التاج إلى الملوك الذين رأوا أنفسهم خلفاء لحورس.  تظهر المعبودة نيث، عند تصويرها في جسم الإنسان، وهي ترتدي تاج مصر السفلى. تم العثور على أقدم رسم لنيث في هذا التاج لأول مرة في معبد أوسركاف في أبو غراب، الذي تم تشييده عام 2499 قبل الميلاد.

## التاج الأبيض
التاج الأبيض، المعروف أيضًا باسم حدجت، هو التاج الذي يرتديه ملك مصر العليا. إنه يشبه دبوس البولينج ويسمى أيضًا. بالإضافة إلى ذلك، هذا التاج هو نصف التاج المزدوج، بشنت. لم يتم العثور عليه في أي حفريات أثرية. تكهن بعض علماء المصريات بأن حدجت مصنوع من الجلد أو اللباد أو بعض الأقمشة الأخرى.  الاحتمال الآخر هو أنه تم نسجها مثل سلة، كما يُعرف باسم دشرت (التاج الأحمر) من النبات الأساسية. القنفذ مع نخبت آلهة النسر بجانب رأس معبودة الكوبرا هو الرمز المستخدم لتمثيل حدجت. تظهر عدة معبودات مصرية، مثل نخبيت وحورس، في بعض الرسومات والمنحوتات وهم يرتدون القنفذ. تم العثور على هذا التاج في مقبرة في الدير البحري، لوحة نارمر، وعلى تمثال الملك سنوسرت الأول.

## همهم
كان تاج همهم عبارة عن تاج ثلاثي مزخرف لتاج أتف وعادةً اثنين من الصل. مع حزم من ورق البردي في الأعلى، ويحمل قرصًا شمسيًا في القاعدة والأعلى ومغلقًا بقرنين مزدوجين. تم ارتداؤه للإشارة إلى موقف عدواني. وتعني كلمة «همهم» في اللغة المصرية «أن يصرخ»، «يصرخ»، وربما تشير إلى أن تاج همهم يمثل قرن معركة.

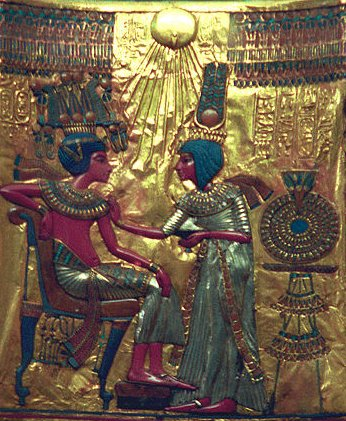
توت عنخ آمون في اليسار مع تاج همهم. ويظهر عرش توت عنخ آمون المتحف المصري بالقاهرة.

## التاج المزدوج
يمثل التاج المزدوج توحيد منطقتي مصر، مصر العليا ومصر السفلى. يُشار إليه أيضًا باسم سخمتي الذي يعني «القوتان» (قوة مصر العليا والسفلى) أو باسم بشنت. يجمع بشنت بين حدجت (التاج الأبيض لمصر العليا) مع دشرت (التاج الأحمر لمصر السفلى). هناك نقش مثير للاهتمام تم العثور عليه في مقبرة ملك الأسرة الرابعة يقول، «لقد أكل التاج الأحمر... ويسعد بامتلاك سحر [التاج] في بطنه». يعتقد المؤرخون أن هذه إشارة مجازية إلى ضم مصر العليا إلى مصر السفلى كما هو موصوف في لوحة نارمر. يُنسب إلى نارمر اختراع التاج المزدوج، على الرغم من أن الملك الأول الذي ارتدى التاج كان جر. تم تصوير حورس مرتديًا التاج المزدوج بالإضافة إلى اتوم، وكلاهما له علاقة مميزة بالفرعون. كما هو الحال مع ودشرت وحدجت، لم يتم العثور على بشنت؛ كل شيء معروف عنها يأتي من الحكايات والنقوش والرسوم القديمة.

## تاج النسر
كان تاج النسر تاجًا مصريًا قديمًا كانت ترتديه زوجات الملكات العظماء وملوك مصر القديمة الإناث. كان تاج النسر عبارة عن تاج يصور نسرًا يتدلى جناحاها من جانبي الرأس. كان رمزًا للحماية من المعبودة نخبيت. ارتدت نخبيت هذا التاج. غالبًا ما كانت هذه التيجان تزين بالذهب وكانت ترتديها الزوجة الملكية العظيمة وكاهنات رفيعو المستوى وملكات مصر القديمة. تم تجهيز هذه التيجان في بعض الأحيان مع صل، والتي تمثل كلا من مصر العليا (نخبيت) ومصر السفلى (الصل). كانت تتي شري أول امرأة مصرية ترتدي هذا التاج. ويمكن وضع تاج إضافي مع القرص الشمسي، واثنين من ريش النعام الطويل. كان يرتدي هذا التاج أيضا من قبل الآلهة.

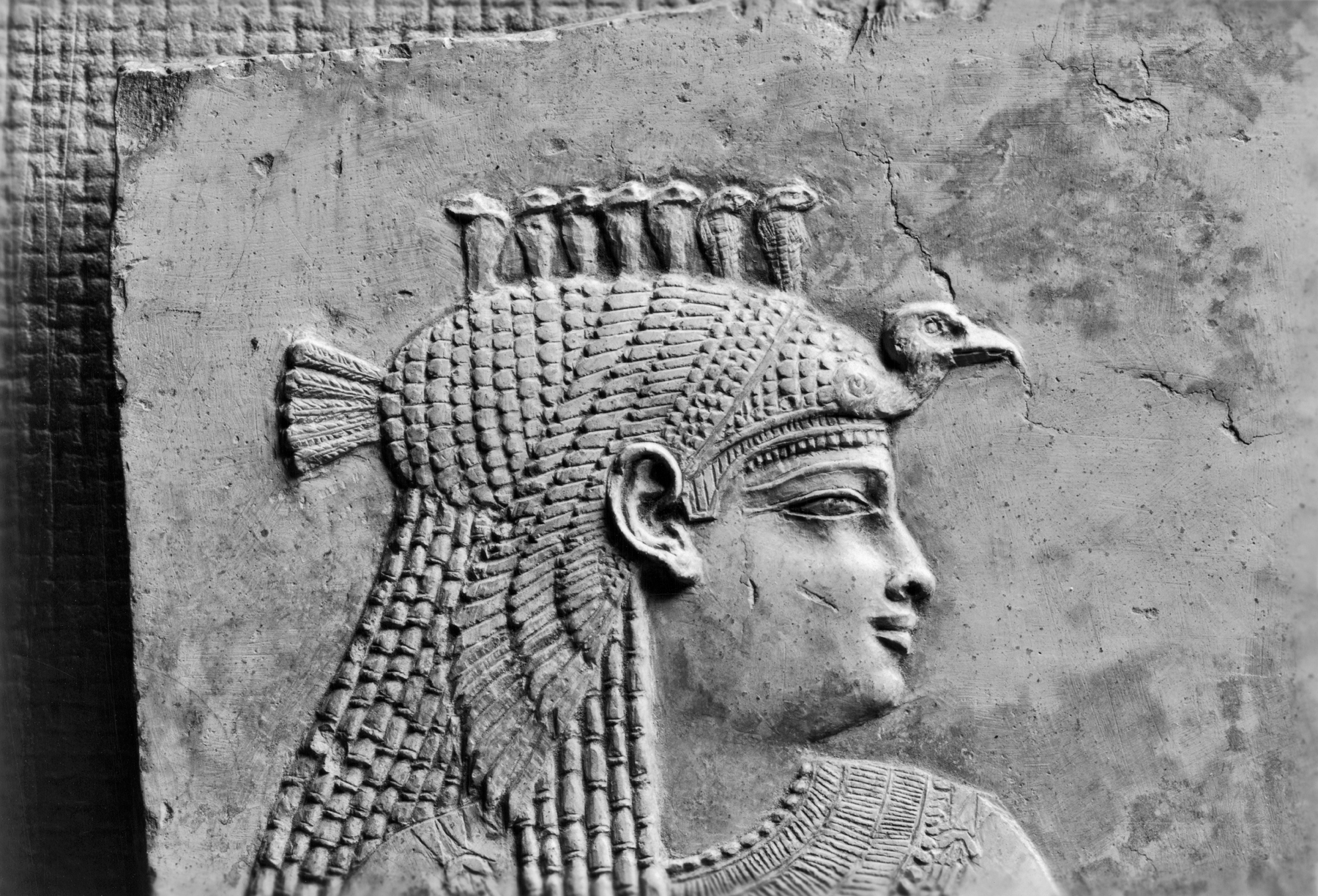
نقش لملكة ذات غطاء رأس نسر. متحف والترز ، بالتيمور.
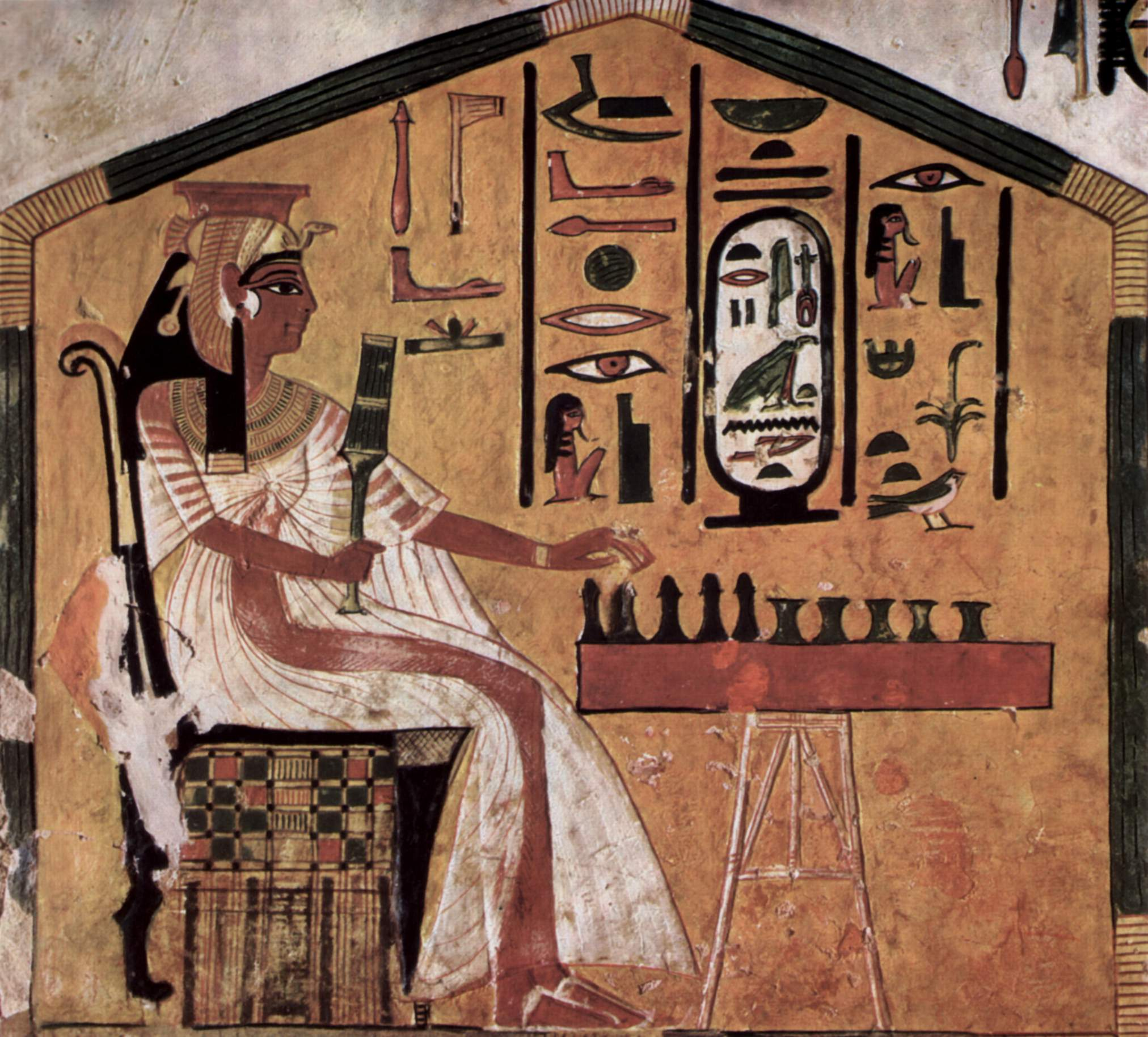
نفرتاري، بغطاء رأس النسر والموديوس، من قبرها في وادي الملكات.

## أغطية الرأس الملكية
- خات: كان غطاء رأس أبسط من النمس، كانت الأطراف بدلاً من السقوط للأمام متشابكة على الظهر تغطي الأذنين. غالبًا ما كان يُصوَّر على شكل باروكة شعر مستعار وبنظرة شبكية، نادرًا ما كان يُصنع من قماش مخطط. كانت مجهزة بدائرة مزينة من الأمام بكوبرا ونسر يمثلان الأرضين.

- الإكليل: يشكل الجزء العلوي. تم تعليق عنصرين من الذهب في الخلف. يمثل الذهب الملكي قوة الملك ويدافع عنه من الأعداء بـ «نفخ النار». غالبًا ما تم فرض هذا التاج البسيط على الآخرين.

- موديوس: غطاء رأس أو تاج على شكل إناء أو سلة مشتعلة لأعلى. يمكن تزيينه بـالصل. كان يرتديه الرجال والآلهة بلا مبالاة ويمكن أن يستخدم كأساس لمزيد من التيجان.

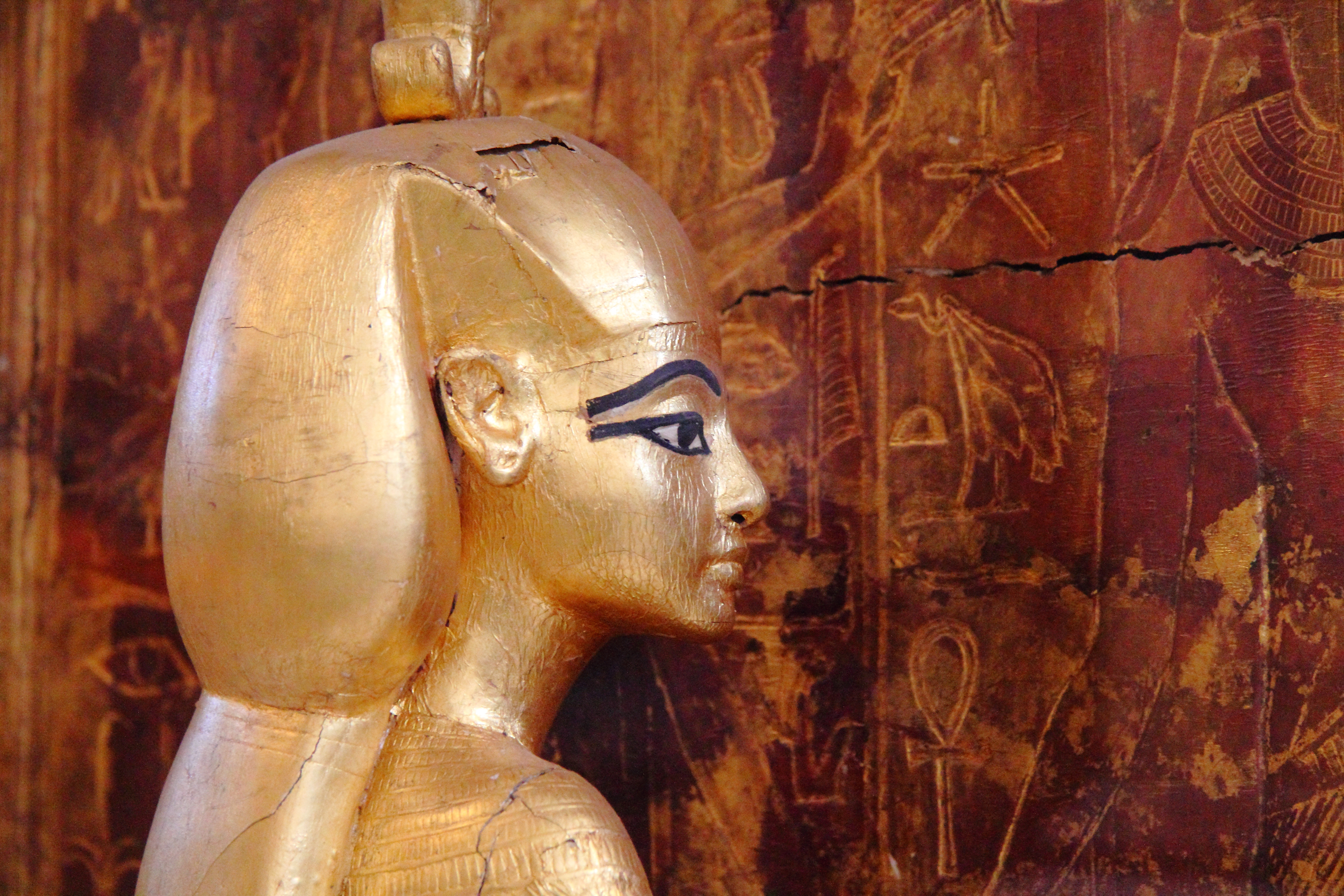
تفاصيل تمثال للإلهة نيث بغطاء رأس خات، المتحف المصري بالقاهرة.
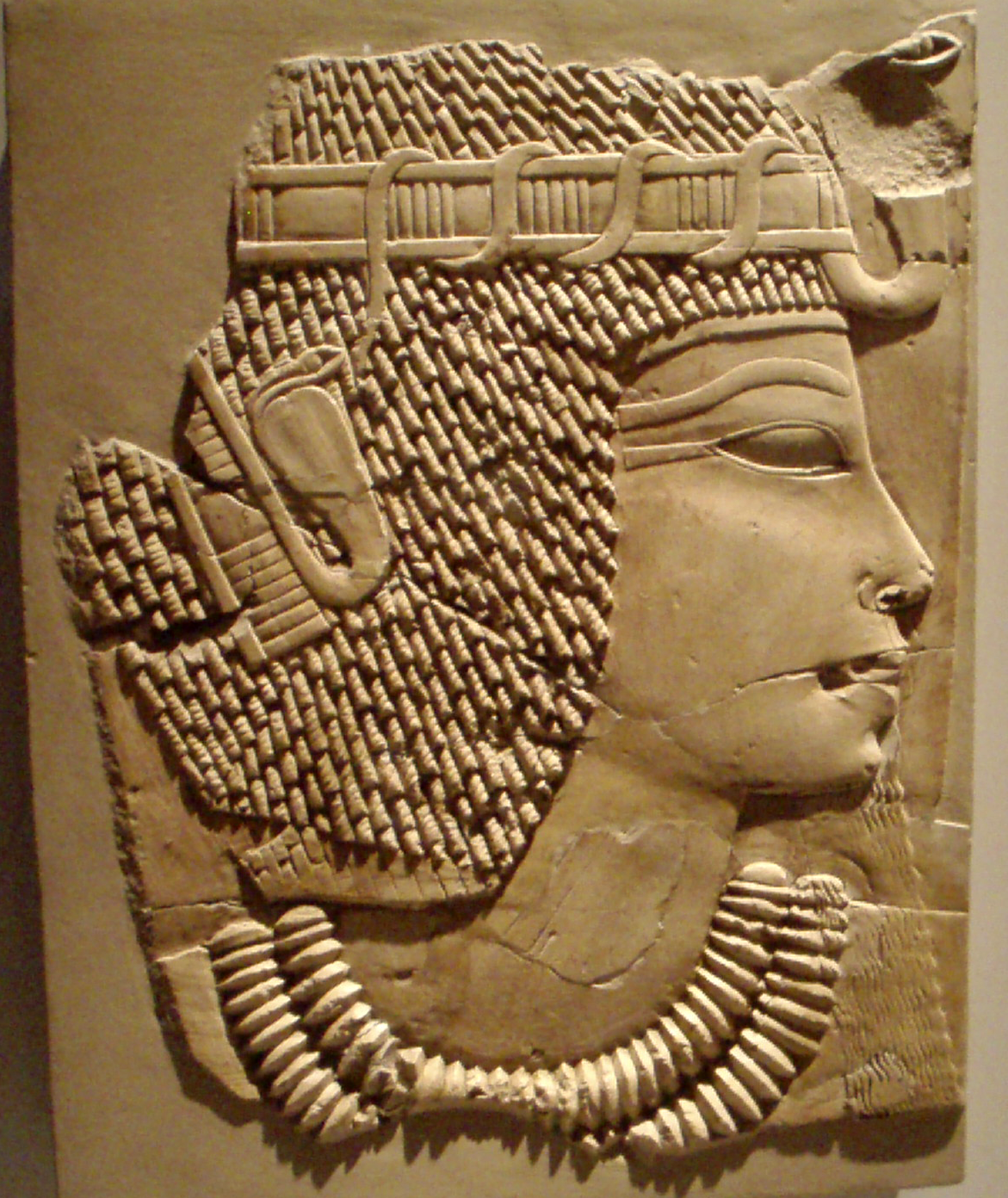
نقش لأمنحتب الثالث مع شعر مستعار يعلوه إكليل متقن مع عدة أصلة. متحف ألتيس، برلين.

## أغطية رأس الآلهة
غطاءتا الرأس الأكثر شيوعًا في أيقونية الآلهة المصرية هما:
- القرص الشمسي ذو القرنين على شكل قيثارة: كان غطاء الرأس هذا نموذجيًا للمعبودات الأنثوية وتم تشكيله بواسطة قرص شمسي بين قرنين على شكل قيثارة. كان نموذجًا للإلهة حتحور، وقرب نهاية الأسرة السادسة والعشرون، للإلهة إيزيس أيضًا. يتمثل التمييز بين الإلهة في آذان البقر الصغيرة (بقرة أو ثور) لحتحور.

- أتف: رمز لأوزوريس وأحد أغطية الرأس الأكثر شيوعاً في صور الآلهة. تم تشكيله من قبل التاج الأبيض الذي أكمله اثنان من ريش النعام (يرمز إلى ماعت، أي الحقيقة والعدالة)؛ يمكن أن تكون مكونة من حزمة من البردي على شكل تاج مع قرص شمسي، مع قرون كبش وهالة.

تاج التبرير: بدءًا من الإمبراطورية المصرية على الأقل، وحتى العصر الروماني، ظل تاج التبرير نموذجيًا للموتى، مرتبطًا بانتصار أوزوريس على الموت والأشعة الشمسية لرع. لا يوجد فهرسة كاملة لأغطية رؤوس المعبودات، بسبب صعوبة فك رموز الخصائص الإلهية المعدلة والمرتبة بالتوفيق بين المعتقدات. يمكن إعطاء اليقين الوحيد حول الهوية من خلال الاسم، المكتوب بالهيروغليفية، أو من خلال الرمز، وكلاهما مثبت بشكل عام فوق الرأس. نظرًا لأن كل غطاء رأس إلهي مُصادق عليه بشكل أيقوني لا يتوافق مع اسم محدد، فهناك تتبع صور بعض الآلهة مع أغطية الرأس التي تميزها عمومًا، دون المساس بمبدأ قابلية أغطية الرأس للتبادل.

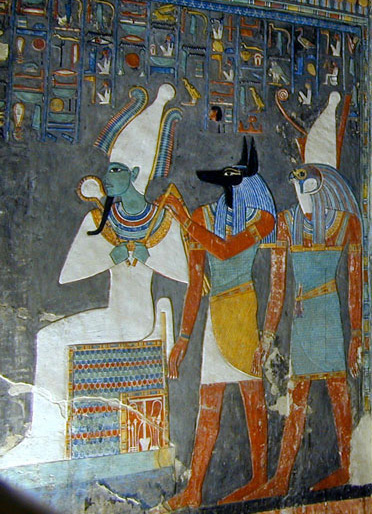
تاج أتف
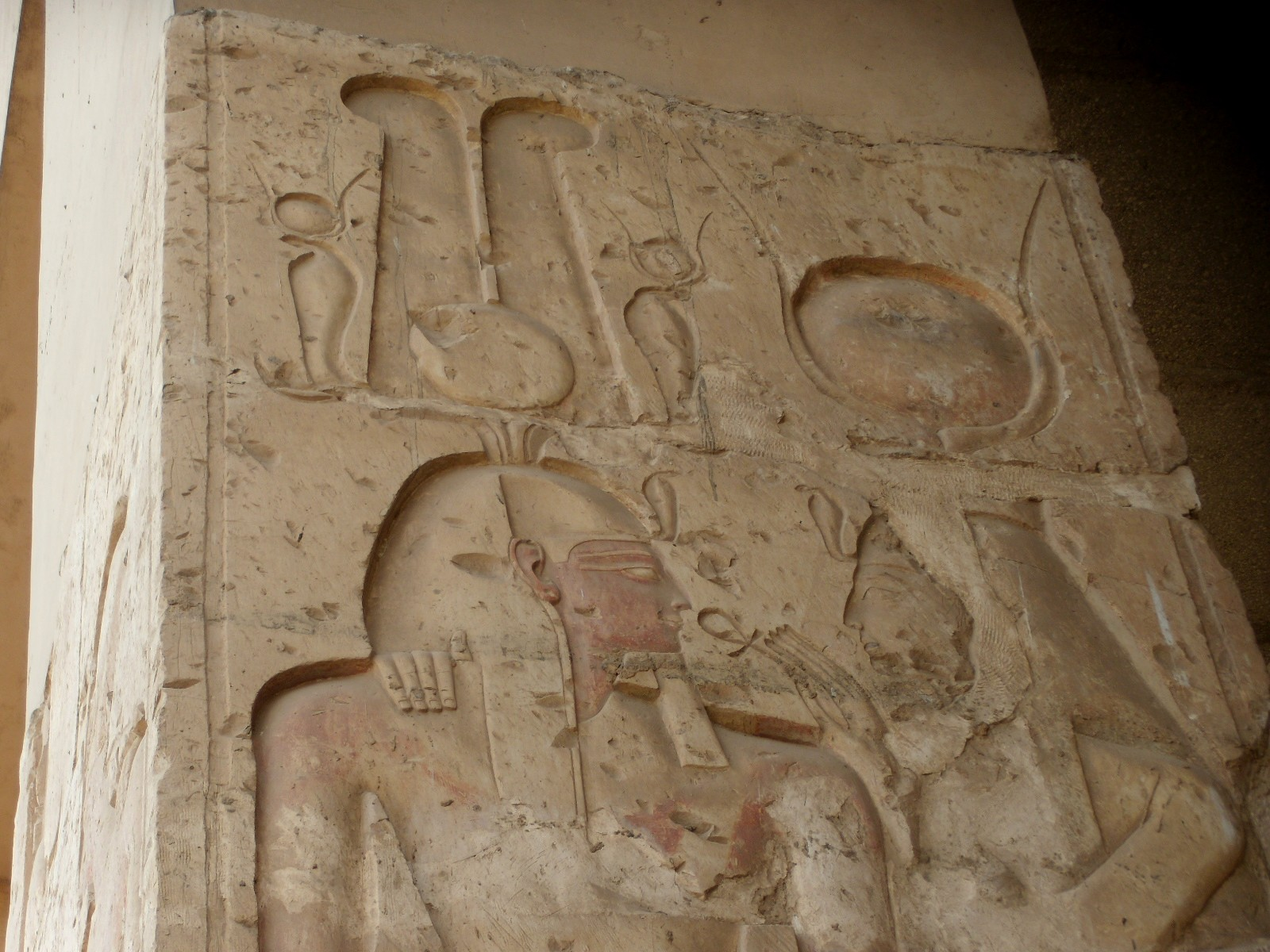
تاج مع قرص شمسي وقرون على شكل قيثارة في اليمين

## تمثيل الهيروغليفية للتيجان الرئيسية
| S1 |

| S1 |

| S3 |

| S3 |

| S5 |

| S5 |

| S8 |

| S8 |

| S7 |

| S7 |

| S9 |

| S9 |